# Teracotona neumanni
Teracotona neumanni là một loài bướm đêm thuộc phân họ Arctiinae, họ Erebidae.